# Джуматаев, Мурат Садырбекович
Джуматаев, Мурат Садырбекович (род. 29 января 1957, Фрунзе) — киргизский учёный, доктор технических наук, профессор, академик НАН Киргизской Республики. Заслуженный деятель науки Киргизской Республики (2010).

## Биография
Родился 29 января 1957 года в Фрунзе. В 1978 году окончил Фрунзенский политехнический институт по специальности инженер-металлург.
С 1979 по 1991 работал в институте Автоматики АН Киргизской ССР. В 1985 году защитил кандидатскую диссертацию. С 1991 работает в Институте Машиноведения НАН Кыргызстана (1993- учёный секретарь). В 1993 году защитил диссертацию доктора технических наук : «Шарнирно-рычажные механизмы переменной структуры». С 1995 года работает директором Института машиноведения НАН Киргизской Республики. Член-корреспондент НАН Кыргызстана с 1997 года, Академик НАН Кыргызстана с 2006 года. С 2017 года президент НАН Киргизской республики.
В 2018 году избран почетным членом Академии наук Казахстана.
Работает на кафедре метрологии и стандартизации Кыргызского государственного технического университета. Является Председателем Экспертного совета Высшей Аттестационной Комиссии Киргизской Республики по машиностроению, строительству, архитектуре, технологии, химии и химических технологий. Входит в состав Комитета по присуждению Государственных премий КР в области науки и техники.
Награждён в 2002 году Почётной грамотой Кыргызской Республики.
Лауреат Межгосударственной премии СНГ «Звёзды Содружества» за 2020 год.

## Патенты[5]
- Патент 1310647 Устройство для уравновешивания сил инерции кривошипно- ползунных механизмов
- Патент 1472730 Рычажный механизм
- Патент 1520281 Кривошипно-кулисный механизм
- Патент 1670256 Кривошипно-кулисный механизм
- Патент 1810678 Механизм двойного шарнирного параллелограмма
- Патент 18169917 Механизм двойного шарнирного параллелограмма
- Патент 1838697 Механизм двойного шарнирного параллелограмма